# XOX (revista)
XOX fue una revista antológica de historieta editada en Quito, Ecuador, que circuló entre 1998 y 2000.

## Historia
La publicación fue una iniciativa de los dibujantes Jorge Gómez, ADN Montalvo, Catalina Ayala y Carlos Sánchez Montoya.
La revista incluía historietas unitarias, desarrolladas también por artistas como Jorge Cevallos, Darwin Fuentes (Win), Gustavo Hidalgo, Edgardo Reyes, JD Santibáñez, Aly, Picallo y otros. Contaba además con artículos de opinión y reportajes sobre personajes y autores icónicos del formato, con la colaboración de Ramiro Diez, Iván Lasso Clemente y otros escritores.
XOX fue ampliamente distribuida en quioscos y librerías de Quito y Ecuador, además de ser difundida por espacios radiales como La Zona del Metal de La Luna 99.3 FM y Romper Falsos Mitos de Hot 106.5 FM de la capital ecuatoriana. Sin embargo, los altos costos de impresión y distribución, sumados a la crisis económica por el feriado bancario de 1999 y la dolarización de 2000 detendrían la publicación de la revista, que planeaba inaugurar una serie de comic book con la obra "Un hombre muerto a puntapiés" de Pablo Palacio, con adaptación y dibujos de Jorge Cevallos, misma que sería publicada 15 años después por el Ministerio de Cultura y Patrimonio de Ecuador.

## Legado e influencia
Durante los primeros años del siglo XXI, varias publicaciones nacionales reconocerían la influencia de XOX, entre ellas LeSparraGusanada, Kabúm y Caricato, así también como el Comic Club Guayaquil.